# 아델 블랑섹의 기이한 모험
아델 블랑섹의 기이한 모험(프랑스어: Les Aventures extraordinaires d'Adèle Blanc-Sec, 영어: The Extraordinary Adventures of Adèle Blanc-Sec)은 프랑스의 만화가 자크 타르디의 만화로 1976년 처음 발간되었다. 2010년 영화화되었다.

## 같이 보기
- 블랑섹의 기이한 모험 (영화)